# 傅嵒起
傅岩起（?—?），元朝大臣，字梦臣，山西临汾人，元惠宗时中书左丞。
泰定元年（1324年），以监察御史官至中书参议。泰定四年（1327年），担任吏部尚书，后来因为丁忧归家。元文宗即位，起为枢密使同佥，历任两淮盐运使，燕北、燕南、山东三道廉访使，陕西行台治书侍御史，入朝为治书侍御史，称病归家。元顺帝至元五年（1339年），拜为中书参知政事，至元六年（1340年），升任中书左丞，死后谥号正献。

## 延伸阅读
[在维基数据编辑]
 《新元史/卷207》，出自柯劭忞《新元史》